# 八王子市立第十小学校
八王子市立第十小学校（はちおうじしりつ だいじゅうしょうがっこう）は、東京都八王子市大和田町にある公立小学校。

## 沿革
- 1953年（昭和28年） - 校名を八王子市立第十小学校とし、児童は4年生まで、9学級422名[1]。
- 1954年（昭和29年） - 2階校舎4教室が竣工。
- 1957年（昭和32年） - 校舎6教室増築完成、大プール竣工。
- 1962年（昭和37年） - 開校10周年記念式典実施／校歌制定。
- 1963年（昭和38年） - 校舎6教室増築、校地拡張完了。
- 1968年（昭和43年） - 体育館落成。
- 1972年（昭和47年） - 大和田小開校・第十小学区の一部を変更。
- 1979年（昭和54年） - 西校舎増築完成。
- 2010年（平成22年） - 体育館耐震補強、新プール竣工。
- 2011年（平成23年） - 校舎内耐震補強。

## 通学区域
- 暁町1丁目1～11番・13番1～2号・20～24号・14番1～2号・20～24号・29番・30番1～6号・31～49番[2]
- 暁町2丁目1～7番・21～43番
- 暁町3丁目1～6番・8番2号・11～23
- 大谷町833番・869～870番
- 大和田町3丁目13～21番
- 大和田町5丁目2～9番・12～15番・20～23番・26～29番・30番1～19号・36～37号
- 大和田町6丁目
- 大和田町7丁目
- 富士見町43番20～20号（大和田小通学許可）
- 富士見町上記以外

## 交通アクセス
- 東日本旅客鉄道（JR東日本）中央本線 八王子駅、京王八王子駅よりバス八王子郵便局下車、徒歩3分。

## 卒業生
- 萩生田光一 - 衆議院議員、第27・28代経済産業大臣、第25・26代文部科学大臣、第61代自由民主党政務調査会長